# Serrolecanium takagii
Serrolecanium takagii är en insektsart som beskrevs av Hendricks och Kosztarab 1999. Serrolecanium takagii ingår i släktet Serrolecanium och familjen ullsköldlöss. Inga underarter finns listade i Catalogue of Life.